# Грязна (река)
Грязна — река в России, протекает по Козельскому району Калужской области. Правый приток реки Жиздра.

## География
Река Грязна берёт начало вблизи деревни Поветкино у границы с Орловской областью. Течёт на северо-запад параллельно путям железнодорожной ветки «Козельск — Горбачёво». На реке расположены населённые пункты Поветкино, Киреевское Первое, Киреевское Второе, Слаговищи и Березичского Стеклозавода. Устье реки находится в 66 км по правому берегу реки Жиздра. Длина реки составляет 29 км, площадь водосборного бассейна — 177 км².

### Притоки
(указано расстояние от устья)
- 1,7 км: река Песочная

## Данные водного реестра
По данным государственного водного реестра России относится к Окскому бассейновому округу, водохозяйственный участок реки — Ока от города Белёв до города Калуга, без рек Упа и Угра, речной подбассейн реки — бассейны притоков Оки до впадения Мокши. Речной бассейн реки — Ока.
Код объекта в государственном водном реестре — 09010100512110000020209.